# Black Isle Studios
Black Isle Studios (BIS) — компания-разработчик компьютерных ролевых игр (CRPG). Основана Фергусом Уркхартом в 1996 году, являлась подразделением компании Interplay Entertainment. Названа в честь одноименного полуострова в Шотландии, родины Фергуса; это название было принято лишь в 1998 году. Располагалась в Лос-Анджелесе, США. Black Isle наиболее известна разработкой Fallout и Planescape: Torment.
В начале декабря 2003 года, перед банкротством, Interplay уволила сотрудников Black Isle. Многие работники Black Isle перешли в Obsidian Entertainment, Troika Games и BioWare. Подразделение официально закрыто 9 декабря 2003 года.
В конце августа 2012 года компания Interplay объявила о намерении заново открыть Black Isle Studios, которая, предположительно, займётся портированием игр старой студии на iOS и Android.

## Игры Black Isle Studios
- Fallout (1997)
- Fallout 2 (1998)
- Planescape: Torment (1999)
- Icewind Dale (2000)
- Icewind Dale: Heart of Winter (2001)
- Icewind Dale: Heart of Winter: Trials of the Luremaster (2001)
- Icewind Dale II (2002)
- Lionheart: Legacy of the Crusader (2003)
- Baldur's Gate: Dark Alliance II (2004)

Black Isle Studios также помогала в разработке нескольких CRPG, изданных Interplay. В их числе серия Baldur’s Gate для Windows и Mac OS и Baldur’s Gate: Dark Alliance для игровых консолей. Black Isle издавала серию Baldur’s Gate, поэтому многие ошибочно считают компанию разработчиком серии, но серию Baldur’s Gate разработала BioWare, которой, в свою очередь, ошибочно приписывают авторство серии Icewind Dale. Также, Black Isle участвовала в разработке игры Lionheart: Legacy of the Crusader (2003), где выполняла роль консультанта, помогая компании Reflexive Entertainment, частично состоящей из бывших сотрудников Black Isle Studios.

## Кодовые имена проектов
Black Isle Studios давала своим проектам кодовые имена по фамилиям президентов и вице-президентов США.
- Проект «Кинг» — Stonekeep II, отменён в 2001 году
- Проект «Адамс» — Icewind Dale: Heart of Winter (2001)
- Проект «Вашингтон» — Black Isle's TORN, анонсирован и отменён в 2001 году
- Проект «Мэдисон» — Icewind Dale: Heart of Winter: Trials of the Luremaster (2001)
- Проект «Монро» — Icewind Dale II (2002)
- Проект «Квинси» — Lionheart; шутка Фергуса Уркхарта, президента США с такой фамилией никогда не было, а Lionheart разрабатывался не BIS. Другое кодовое имя — Fallout Fantasy.
- Проект «Джексон» — Baldur’s Gate: Dark Alliance II
- Проект «Джефферсон» — неофициально известен как Baldur’s Gate 3: The Black Hound; проект упоминался уже в 2001 году; отменён в 2003 году
- Проект «Ван Бюрен» (в среде поклонников Fallout также имеет хождение вариант «Ван Бурен») — несостоявшийся Fallout 3, отменён в 2003 году, в 2004 году права на разработку игры были переданы компании Bethesda Softworks